# Nürnberger Versicherungscup 2019 - Qualificazioni singolare
Le qualificazioni del singolare del Nürnberger Versicherungscup 2019 sono state un torneo di tennis preliminare per accedere alla fase finale della manifestazione. Le vincitrici dell'ultimo turno sono entrate di diritto nel tabellone principale. In caso di ritiro di una o più giocatrici aventi diritto a queste sono subentrate le lucky loser, ossia le giocatrici che hanno perso nell'ultimo turno ma che avevano una classifica più alta rispetto alle altre partecipanti che avevano comunque perso nel turno finale.

## Teste di serie
1. Jana Čepelová (qualificata)
2. Dejana Radanović (ultimo turno)
3. Quirine Lemoine (qualificata)
4. Destanee Aiava (ultimo turno)
5. Raluca Șerban (ultimo turno)
6. Çağla Büyükakçay (qualificata)

1. Valentina Ivakhnenko (ultimo turno)
2. Nina Stojanović (qualificata)
3. Pemra Özgen (primo turno)
4. Ashley Kratzer (primo turno)
5. Elitsa Kostova (primo turno)
6. Nadia Podoroska (primo turno)

## Qualificate
1. Jana Čepelová
2. Nina Stojanović
3. Quirine Lemoine

1. Jule Niemeier
2. Laura-Ioana Paar
3. Çağla Büyükakçay

## Tabellone

### Legenda
| - Q = Qualificato - WC = Wild card - LL = Lucky loser | - ALT = Alternate - SE = Special Exempt - PR = Protected Ranking | - w/o = Walkover - r = Ritirato - d = Squalificato |

### Sezione 1
|  | Primo turno | Primo turno       | Primo turno       | Primo turno | Primo turno |  |  | Ultimo turno | Ultimo turno      | Ultimo turno | Ultimo turno | Ultimo turno |  |
|  |             |                   |                   |             |             |  |  |              |                   |              |              |              |  |
|  | 1           | Jana Čepelová     | Jana Čepelová     | 6           | 6           |  |  |              |                   |              |              |              |  |
|  |             | Olga Doroshina    | Olga Doroshina    | 4           | 3           |  |  | 1            | Jana Čepelová     | 3            | 6            | 6            |  |
|  |             | Katharina Gerlach | Katharina Gerlach | 6           | 6           |  |  |              | Katharina Gerlach | 6            | 4            | 4            |  |
|  | 9           | Pemra Özgen       | Pemra Özgen       | 3           | 0           |  |  |              |                   |              |              |              |  |

### Sezione 2
|  | Primo turno | Primo turno         | Primo turno         | Primo turno | Primo turno |  |  | Ultimo turno | Ultimo turno     | Ultimo turno | Ultimo turno | Ultimo turno |  |
|  |             |                     |                     |             |             |  |  |              |                  |              |              |              |  |
|  | 2           | Dejana Radanović    | Dejana Radanović    | 6           | 6           |  |  |              |                  |              |              |              |  |
|  |             | Anastasia Grymalska | Anastasia Grymalska | 3           | 4           |  |  | 2            | Dejana Radanović | 64           | 7            | 1            |  |
|  |             | Marina Melnikova    | Marina Melnikova    | 4           | 2           |  |  | 8            | Nina Stojanović  | 7            | 5            | 6            |  |
|  | 8           | Nina Stojanović     | Nina Stojanović     | 6           | 6           |  |  |              |                  |              |              |              |  |

### Sezione 3
|  | Primo turno | Primo turno          | Primo turno | Primo turno | Primo turno |  |  | Ultimo turno | Ultimo turno         | Ultimo turno         | Ultimo turno | Ultimo turno |  |
|  |             |                      |             |             |             |  |  |              |                      |                      |              |              |  |
|  | 3           | Quirine Lemoine      | 6           | 4           | 6           |  |  |              |                      |                      |              |              |  |
|  | Alt         | Anastasiya Komardina | 1           | 6           | 3           |  |  | 3            | Quirine Lemoine      | Quirine Lemoine      | 6            | 6            |  |
|  | WC          | Stephanie Wagner     | 6           | 5           | 0           |  |  | 7            | Valentina Ivakhnenko | Valentina Ivakhnenko | 1            | 2            |  |
|  | 7           | Valentina Ivakhnenko | 3           | 7           | 6           |  |  |              |                      |                      |              |              |  |

### Sezione 4
|  | Primo turno | Primo turno     | Primo turno    | Primo turno | Primo turno |  |  | Ultimo turno | Ultimo turno   | Ultimo turno   | Ultimo turno | Ultimo turno |  |
|  |             |                 |                |             |             |  |  |              |                |                |              |              |  |
|  | 4           | Destanee Aiava  | 6              | 2           | 6           |  |  |              |                |                |              |              |  |
|  | WC          | Mira Antonitsch | 4              | 6           | 4           |  |  | 4            | Destanee Aiava | Destanee Aiava | 2            | 5            |  |
|  | WC          | Jule Niemeier   | Jule Niemeier  | 6           | 6           |  |  | WC           | Jule Niemeier  | Jule Niemeier  | 6            | 7            |  |
|  | 10          | Ashley Kratzer  | Ashley Kratzer | 1           | 4           |  |  |              |                |                |              |              |  |

### Sezione 5
|  | Primo turno | Primo turno      | Primo turno      | Primo turno | Primo turno |  |  | Ultimo turno | Ultimo turno     | Ultimo turno | Ultimo turno | Ultimo turno |  |
|  |             |                  |                  |             |             |  |  |              |                  |              |              |              |  |
|  | 5           | Raluca Șerban    | Raluca Șerban    | 6           | 6           |  |  |              |                  |              |              |              |  |
|  |             | Sara Errani      | Sara Errani      | 4           | 3           |  |  | 5            | Raluca Șerban    | 6            | 5            | 2            |  |
|  |             | Laura-Ioana Paar | Laura-Ioana Paar | 6           | 6           |  |  |              | Laura-Ioana Paar | 3            | 7            | 6            |  |
|  | 12          | Nadia Podoroska  | Nadia Podoroska  | 4           | 2           |  |  |              |                  |              |              |              |  |

### Sezione 6
|  | Primo turno | Primo turno         | Primo turno      | Primo turno | Primo turno |  |  | Ultimo turno | Ultimo turno        | Ultimo turno        | Ultimo turno | Ultimo turno |  |
|  |             |                     |                  |             |             |  |  |              |                     |                     |              |              |  |
|  | 6           | Çağla Büyükakçay    | Çağla Büyükakçay | 6           | 7           |  |  |              |                     |                     |              |              |  |
|  | WC          | Emma Navarro        | Emma Navarro     | 4           | 5           |  |  | 6            | Çağla Büyükakçay    | Çağla Büyükakçay    | 6            | 6            |  |
|  |             | Katharina Hobgarski | 2                | 6           | 6           |  |  |              | Katharina Hobgarski | Katharina Hobgarski | 3            | 3            |  |
|  | 11          | Elitsa Kostova      | 6                | 2           | 2           |  |  |              |                     |                     |              |              |  |